# Descurainia bourgaeana
Descurainia bourgaeana is een soort uit de kruisbloemenfamilie (Brassicaceae). De plant groeit in struikachtige bosjes van ongeveer 1 meter hoog en heeft gele bloemen.
De plantensoort is endemisch op de Canarische eilanden Tenerife en La Palma.